# Xã Mission Creek, Quận Wabaunsee, Kansas
Xã Mission Creek (tiếng Anh: Mission Creek Township) là một xã thuộc quận Wabaunsee, tiểu bang Kansas, Hoa Kỳ. Năm 2010, dân số của xã này là 496 người.